# Orzeł Haasta
Orzeł Haasta (Hieraaetus moorei) − gatunek dużego, wymarłego ptaka drapieżnego z rodziny jastrzębiowatych (Accipitridae), zamieszkujący niegdyś Nową Zelandię.

## Cechy gatunku
Najcięższy znany orzeł, jaki kiedykolwiek występował na Ziemi. Charakteryzował się potężnymi szponami, wąską czaszką i stosunkowo krótkimi skrzydłami, co sugeruje, że był to ptak leśny. Samice były cięższe od samców.

## Wymiary średnie
- długość ciała: do 130 cm
- rozpiętość skrzydeł – maksymalnie do 260 cm
- masa
  - samce ok. 10 kg
  - samice ok. 13 kg

## Rozmnażanie
Nie odnaleziono jak dotąd szczątków gniazd, jaj czy piskląt orła Haasta, jednak przypuszcza się, że sposób rozmnażania nie odbiegał zbytnio od innych dużych jastrzębiowatych.

## Pożywienie
Ich ofiarami padały głównie duże nielotne ptaki, m.in. moa. Z analizy szkieletów moa wynika, że orły chwytały ofiary w okolicy miednicy, a następnie zabijały jednym uderzeniem szponów drugiej nogi w głowę lub szyję. Żywiły się też być może niedużymi nielotnymi grzywienkami nowozelandzkimi (Euryanas finschi), co sugerują duże skupiska ich kości odkryte w XIX w. oraz prawdopodobnie padliną. Przypuszczalnie, gdy zaczęło brakować wielkich ptaków, polował na przybyłych do Nowej Zelandii Maorysów.

## Wymarcie
Gatunek wymarł około roku 1400, choć niektórzy twierdzą, że widywano go również w XIX wieku. Prawdopodobną przyczyną wymarcia było wytępienie wielkich nielotnych ptaków (w tym przedstawicieli rodziny moa), głównego składnika pożywienia orła Haasta, oraz bezpośrednie polowania. Współcześnie najbliższym krewnym orła Haasta jest orzełek włochaty (Hieraaetus pennatus), z którym miał wspólnego przodka około milion lat temu, a nie, jak wcześniej sądzono, orzeł australijski (Aquila audax).